# اورلاندو كونتريراس
اورلاندو كونتريراس (بالإسبانية: Orlando Contreras Collantes)‏ (1 يونيو 1982 بليما في بيرو - ) هو لاعب كرة قدم بيروفي في مركزي قشاش وقلب الدفاع. شارك مع منتخب بيرو لكرة القدم. أما مع النوادي، فقد لعب مع أليانزا ليما وخوان أوريتش وديبورتيفو مانيسيبال ‏ واتحاد هوارال وU América FC ‏ ونادي ميلغار أريكيبا وClub Deportivo Universidad de San Martín de Porres ‏ وLeón de Huánuco ‏ وسيزار فاليجو ‏.

## وصلات خارجية
- اورلاندو كونتريراس على موقع إي إس بي إن إف سي (الإنجليزية)
- اورلاندو كونتريراس على موقع قاعدة بيانات كرة القدم.إي يو (الإنجليزية)
- اورلاندو كونتريراس على موقع ناشيونال فوتبول تيمز (الإنجليزية)
- اورلاندو كونتريراس على موقع Soccerway.com (الإنجليزية)